# Олівейра-ду-Байрру (парафія)
Олівейра-ду-Байрру (порт. Oliveira do Bairro; МФА: [o.ɫi.ˈvɐj.ɾɐ du bɐ.ˈi.ʁu]) — парафія в Португалії, у муніципалітеті Олівейра-ду-Байрру. Розташована в західній частині країни, на теренах історичної португальської провінції Бейра. Входить до складу округу Авейру. За адміністративним поділом, чинним до 1976 року, терени парафії були складовою провінції Берегова Бейра. Належить до Авейрівської діоцезії Католицької церкви. Патрон — святий Михаїл. Площа — 22,5533 км². Населення — 6250 ос. (2011). Середньо урбанізований регіон. Густота населення — 277,12 осіб/км²
. Код — 011404.

## Населення
| Кількість мешканців | Кількість мешканців | Кількість мешканців | Кількість мешканців | Кількість мешканців | Кількість мешканців | Кількість мешканців | Кількість мешканців | Кількість мешканців | Кількість мешканців | Кількість мешканців | Кількість мешканців | Кількість мешканців | Кількість мешканців | Кількість мешканців |
| ------------------- | ------------------- | ------------------- | ------------------- | ------------------- | ------------------- | ------------------- | ------------------- | ------------------- | ------------------- | ------------------- | ------------------- | ------------------- | ------------------- | ------------------- |
| 1864                | 1878                | 1890                | 1900                | 1911                | 1920                | 1930                | 1940                | 1950                | 1960                | 1970                | 1981                | 1991                | 2001                | 2011                |
| 1.829               | 1.925               | 2.081               | 2.072               | 2.506               | 2.314               | 3.089               | 3.370               | 3.787               | 3.720               | 3.335               | 4.409               | 4.589               | 5.731               | 6.250               |